# Blackhawk, Kalifornien
Blackhawk är en ort (CDP) i Contra Costa County, i delstaten Kalifornien, USA. Enligt United States Census Bureau har orten en folkmängd på 9 354 invånare (2010) och en landarea på 15 km².